# Ostaci pravoslavne crkve sv. Arhanđela Mihajla i Gavrila u Perjasici
Ostaci pravoslavne crkve sv. Arhanđela Mihajla i Gavrila su ostaci crkve u naselju Perjasica koje je u sastavu općine Barilović, zaštićeno kulturno dobro.

## Opis dobra
Pravoslavna crkva smještena u međurječju Korane i Mrežnice, sagrađena je 1749. godine i obnovljena krajem 19. st. Nakon stradanja u Drugom svjetskom ratu do danas su ostali sačuvani obodni zidovi lađe dijelom do visine vijenca i zvonik s kapom. Jedna je od najstarijih pravoslavnih sakralnih građevina na širem području Korduna, čiji značaj naglašava sačuvani natpis na glavnom portalu koji je zbog podataka o graditeljima i naručiteljima, kao jedini takav poznat na ovom području, iznimne kulturološke vrijednosti.

## Zaštita
Pod oznakom P-5016 zaveden je kao nepokretno kulturno dobro – pojedinačno, pravna statusa preventivno kulturno dobro, klasificirano kao "sakralna graditeljska baština".